# チエウフォン県
チエウフォン県（チエウフォンけん、ベトナム語：Huyện Triệu Phong / 縣肇豐?）は、ベトナムクアンチ省の県である。

## 行政区画
以下の1市鎮17社を管轄する。
- アイトゥー市鎮（Ái Tử / 愛子）
- チエウアイ社（Triệu Ái / 肇愛）
- チエウアン社（Triệu An / 肇安）
- チエウダイ社（Triệu Đại / 肇大）
- チエウドー社（Triệu Độ / 肇度）
- チエウザン社（Triệu Giang / 肇江）
- チエウホア社（Triệu Hòa / 肇和）
- チエウラン社（Triệu Lăng / 肇陵）
- チエウロン社（Triệu Long / 肇隆）
- チエウフオック社（Triệu Phước / 肇福）
- チエウソン社（Triệu Sơn / 肇山）
- チエウタイ社（Triệu Tài / 肇才）
- チエウタイン社（Triệu Thành / 肇城）
- チエウトゥアン社（Triệu Thuận / 肇順）
- チエウトゥオン社（Triệu Thượng / 肇上）
- チエウチャック社（Triệu Trạch / 肇澤）
- チエウチュン社（Triệu Trung / 肇中）
- チエウヴァン社（Triệu Vân / 肇雲）